# Aulacaspis alisiana
Aulacaspis alisiana är en insektsart som beskrevs av Sadao Takagi 1970. Aulacaspis alisiana ingår i släktet Aulacaspis och familjen pansarsköldlöss. Inga underarter finns listade i Catalogue of Life.